# Кубок Уругваю з футболу 2022
Кубок Уругваю з футболу 2022 — 1-й розіграш кубкового футбольного турніру в Уругваї. Титул здобув Дефенсор Спортінг.

## Календар
| Раунд            | Дата                         | Матчі | Клуби   |
| ---------------- | ---------------------------- | ----- | ------- |
| Попередній раунд | 22-30 червня 2022            | 8     | 76 → 68 |
| Перший раунд     | 6 липня - 4 серпня 2022      | 24    | 68 → 44 |
| Другий раунд     | 3-18 серпня 2022             | 12    | 44 → 32 |
| 1/16 фіналу      | 24 серпня - 9 вересня 2022   | 16    | 32 → 16 |
| 1/8 фіналу       | 21-29 вересня 2022           | 8     | 16 → 8  |
| 1/4 фіналу       | 4-12 жовтня 2022             | 4     | 8 → 4   |
| 1/2 фіналу       | 26 жовтня - 4 листопада 2022 | 4     | 4 → 2   |
| Фінал            | 13 листопада 2022            | 1     | 2 → 1   |

## 1/16 фіналу
| Команда 1                  | Рахунок      | Команда 2                |
| -------------------------- | ------------ | ------------------------ |
| 24 серпня 2022             |              |                          |
| Роча (3)                   | 0:3          | Рентістас                |
| Хувентуд (Колонія) (5)     | 1:2          | Рівер Плейт (Монтевідео) |
| 25 серпня 2022             |              |                          |
| Ла Лус (2)                 | 2:1          | Фенікс                   |
| Хувентуд (Лас-П'єдрас) (2) | 0:0 пен. 4:5 | Альбіон                  |
| Уругвай Монтевідео (2)     | 2:4          | Монтевідео Сіті Торке    |
| Прогресо (2)               | 2:2 пен. 4:3 | Данубіо                  |
| 1 вересня 2022             |              |                          |
| Дурасно (3)                | 1:3          | Пласа Колонія            |
| Сентраль Еспаньйол (2)     | 1:2          | Ліверпуль (Монтевідео)   |
| Мар де Фондо (3)           | 0:1          | Серріто                  |
| 6 вересня 2022             |              |                          |
| Рампла Хуніорс (2)         | 2:1          | Депортиво Мальдонадо     |
| 7 вересня 2022             |              |                          |
| Універсітаріо (5)          | 1:3          | Монтевідео Вондерерз     |
| Расинг (Монтевідео) (2)    | 0:1          | Дефенсор Спортінг        |
| 8 вересня 2022             |              |                          |
| Депортиво Колонія (3)      | 0:2          | Серро Ларго              |
| Сентрал де Сан-Хосе (5)    | 0:2          | Бостон Рівер             |
| Мірамар Місьйонес (2)      | 0:1          | Насьйональ (Монтевідео)  |
| 9 вересня 2022             |              |                          |
| Колон (3)                  | 0:2          | Пеньяроль                |

## 1/8 фіналу
| Команда 1              | Рахунок      | Команда 2                |
| ---------------------- | ------------ | ------------------------ |
| 21 вересня 2022        |              |                          |
| Рентістас              | 0:3          | Прогресо (2)             |
| Альбіон                | 2:3          | Ла Лус (2)               |
| 22 вересня 2022        |              |                          |
| Рампла Хуніорс (2)     | 3:0          | Насьйональ (Монтевідео)  |
| Пласа Колонія          | 1:0          | Серро Ларго              |
| 27 вересня 2022        |              |                          |
| Ліверпуль (Монтевідео) | 4:0          | Монтевідео Вондерерз     |
| 29 вересня 2022        |              |                          |
| Дефенсор Спортінг      | 2:0          | Рівер Плейт (Монтевідео) |
| Пеньяроль              | 0:0 пен. 4:3 | Бостон Рівер             |
| Серріто                | 0:0 пен. 3:5 | Монтевідео Сіті Торке    |

## 1/4 фіналу
| Команда 1             | Рахунок | Команда 2              |
| --------------------- | ------- | ---------------------- |
| 4 жовтня 2022         |         |                        |
| Дефенсор Спортінг     | 3:0     | Ліверпуль (Монтевідео) |
| 5 жовтня 2022         |         |                        |
| Монтевідео Сіті Торке | 1:2     | Прогресо (2)           |
| 6 жовтня 2022         |         |                        |
| Пласа Колонія         | 0:1     | Пеньяроль              |
| 12 жовтня 2022        |         |                        |
| Рампла Хуніорс (2)    | 2:3     | Ла Лус (2)             |

## 1/2 фіналу
| Команда 1                  | Заг.         | Команда 2         | 1-й матч | 2-й матч |
| -------------------------- | ------------ | ----------------- | -------- | -------- |
| 26 жовтня/4 листопада 2022 |              |                   |          |          |
| Прогресо (2)               | 2:4          | Дефенсор Спортінг | 1:1      | 1:3      |
| 28 жовтня/2 листопада 2022 |              |                   |          |          |
| Пеньяроль                  | 1:1 пен. 2:4 | Ла Лус (2)        | 1:0      | 0:1      |

## Фінал
| Команда 1         | Рахунок | Команда 2  |
| ----------------- | ------- | ---------- |
| 13 листопада 2022 |         |            |
| Дефенсор Спортінг | 1:0     | Ла Лус (2) |